# أستراليا المفتوحة 2005
هنا قائمة ببطولات أستراليا المفتوحة لسنة 2005:

## الكبار

### فردي رجال
مارات زافين هزم  لايتون هيويت, 1-6, 6-3, 6-4, 6-4

### فردي سيدات
سيرينا ويليامز هزم  ليندسي دافنبورت, 2-6, 6-3, 6-0

### زوجي رجال
واين بلاك و كيفين أولايت هزم  بوب براين و مايك براين, 6-4, 6-4

### زوجي سيدات
سفتلانا كوزنتسوفا و أليشيا موليك هزم  ليندسي دافنبورت و كورينا مورارايو, 6-3, 6-4

### زوجي مختلط
سامانثا ستسور و سكوت درابر هزم  لايزل هوبر و كيفين أولايت, 6-2, 2-6, 7-6(6)

## الشباب

### فردي أولاد
دونالد يونغ () هزم سن يونج كيم (), 6-2, 6-2

### فردي بنات
فيكتوريا أزارنيكا () هزم أغنيس سزافاي (), 6-2, 6-2

### زوجي أولاد
سن يونج كيم () وتشو هوان ياي ()

### زوجي بنات
فيكتوريا أزارنيكا () وماريانا إيراكوفيتش ()